# Xysticus gulosus
Xysticus gulosus là một loài nhện trong họ Thomisidae. Chúng được Eugen von Keyserling miêu tả năm 1880, thường được tìm thấy ở Bắc Mỹ.